# Ceán Chaffin
Ceán Chaffin, née le 26 juin 1957 à Los Angeles, est une productrice de cinéma américaine.

## Biographie
Kimberly Ceán Chaffin rencontre David Fincher alors que ce dernier réalisait une publicité pour Coca-Cola qu'elle produisait. Depuis 1996, ils vivent en couple et elle a été, depuis lors, la productrice de tous ses films.
En tant que productrice, elle a été nommée à l'Oscar du meilleur film pour L'Étrange Histoire de Benjamin Button et The Social Network.

## Filmographie
Productrice sauf mention contraire.
- 1997 : The Game
- 1999 : Fight Club
- 2002 : Panic Room
- 2007 : Zodiac
- 2008 : L'Étrange Histoire de Benjamin Button
- 2010 : The Social Network
- 2011 : Millénium : Les Hommes qui n'aimaient pas les femmes
- 2014 : Gone Girl
- 2017-2019 : Mindhunter (série TV)
- 2023 : The Killer de David Fincher